# Clussais-la-Pommeraie

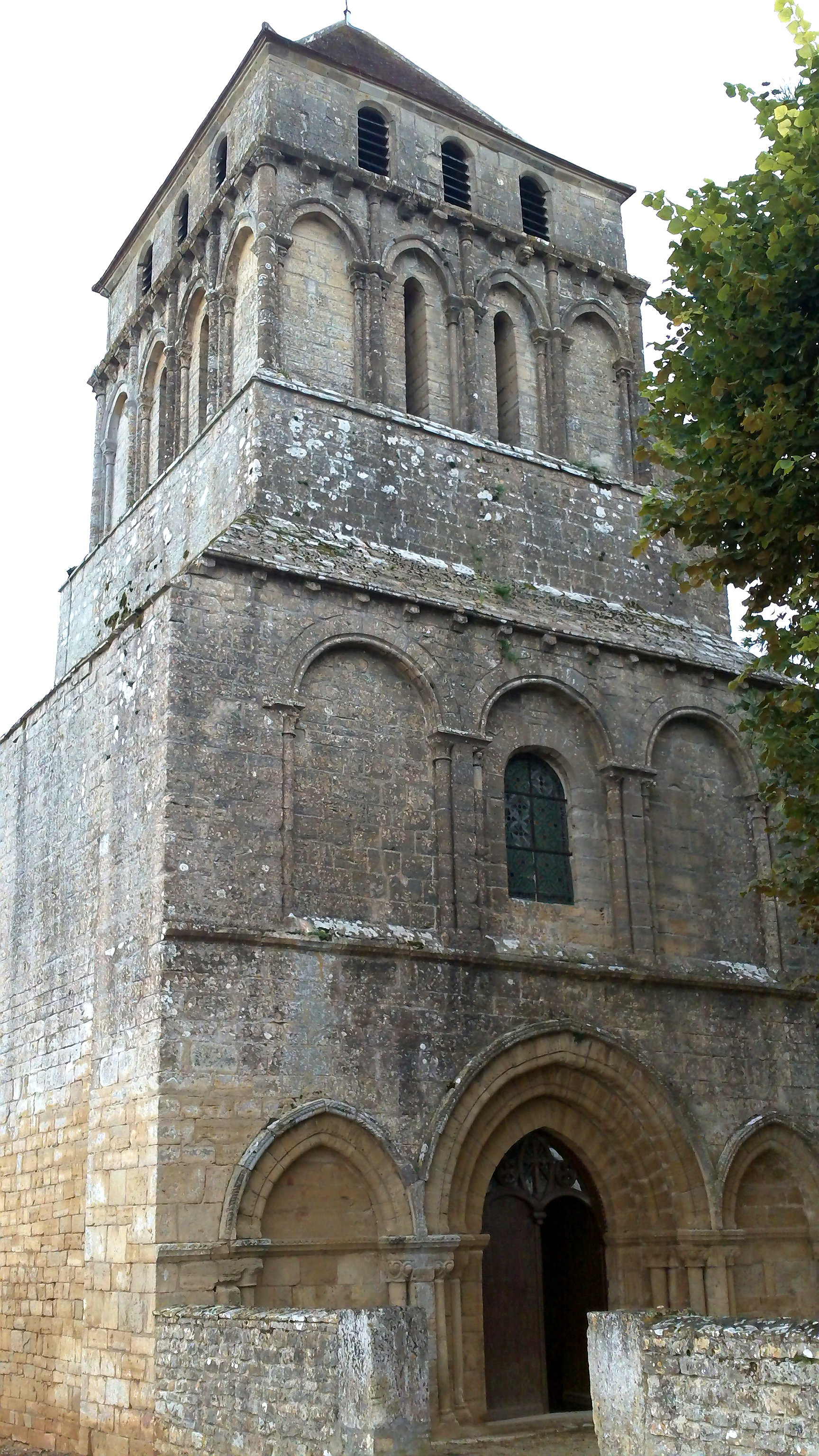
Kerk

Clussais-la-Pommeraie is een gemeente in het Franse departement Deux-Sèvres (regio Nouvelle-Aquitaine) en telt 614 inwoners (2005). De plaats maakt deel uit van het arrondissement Niort.

## Geografie
De oppervlakte van Clussais-la-Pommeraie bedraagt 31,6 km², de bevolkingsdichtheid is 19,4 inwoners per km².
De onderstaande kaart toont de ligging van Clussais-la-Pommeraie met de belangrijkste infrastructuur en aangrenzende gemeenten.

## Demografie
Onderstaande figuur toont het verloop van het inwonertal (bron: INSEE-tellingen).